# Fred Ewanuick
Fred Ewanuick (né le 23 juin 1971) est un acteur canadien connu pour ses rôles dans la série télévisée Corner Gas jouant Hank Yarbo et comme personnage de titre dans la comédie télévisée Dan for Mayor. Il a également été acteur habituel dans la série d'anthologie CTV, Robson Arms. Il a joué dans le film TV Swindle d'été 2013 de Nickelodeon.
Il est également bien connu pour ses plusieurs récompenses pour le rôle principal de 2003 dans la comédie The Delicate Art of Parking, et a repris son rôle de Richard Henry "Hank" Yarbo dans Corner Gas: The Movie, ce qui lui a valu un Gemini Award, pour lequel il sera loué. Il a également eu des rôles dans des films populaires dont The Santa Clause 2, Just Friends, Young Triffie, et une comédie romantique avec plusieurs autres stars de Corner Gas dans Love and Other Dilemmas, et le film catastrophe Absolute Zero .

## Biographie

### Jeunesse
Ewanuick est né et a grandi à Port Moody, Colombie-Britannique, Canada. Il est d'origine ukrainienne et italienne,. Son premier travail a été comme livreur de journaux, mais il a été licencié pour l'élimination des journaux dans les poubelles comme "économiseur de temps". Il a ensuite travaillé dans une salle de bingo jusqu'à son diplôme du lycée Port Moody en 1989.

### Carrière
À l'université, il s'est inscrit à des cours d'anglais, d'études des femmes et de théâtre, les seuls cours disponibles, échouant par la suite aux trois. Après avoir auditionné et accepté au programme intensif de théâtre de deux ans, on lui a demandé de quitter le programme après un an. Il s'est par la suite formé pendant quatre ans avec l'entraîneur Shea Hampton, avec qui il continue d'étudier à Vancouver, en Colombie-Britannique, où il réside également.
Il a fait ses débuts télévisés dans The New Addams Family en 1998 comme un "gnome tournant".
Après des apparitions d'invités dans des séries télévisées canadiennes et américaines comme Cold Squad, Monk, Dark Angel, The Twilight Zone, Coroner Da Vinci et Tru Calling, Ewanuick est devenu un habitué de la série de télévision CTV Corner Gas, comme Hank Yarbo. La série a été un succès, faisant d'Ewanuick un visage familier dans les maisons canadiennes. En 2005, il a commencé à jouer simultanément dans la série comedy-drame CTV Robson Arms avec la costar de Corner Gas, Gabrielle Miller.
Ewanuick a joué dans de nombreux films, dont The Delicate Art of Parking (2003), présenté en première au Festival des films du monde de Montréal. Le film a remporté le prix du meilleur long métrage canadien. Plus tard, Ewanuick a remporté le prix du meilleur acteur au Peñiscola Comedy Film Festival en Espagne pour le même film. Dans la comédie Young Triffie (2007), Ewanuick joue le rôle d'un jeune ranger de Terre-Neuve enquêtant sur un crime. À l'origine, Ewanuick n'avait pas été choisi pour le rôle. Cependant, l'équipe de casting n'a pas pu se mettre d'accord sur qui choisir pour le rôle. Ewanuick a été appelé à auditionner pour le rôle après avoir été suggéré en raison de son travail sur Corner Gas.
À la fin de 2008, CTV a commandé un pilote de sitcom d'une demi-heure pour une nouvelle comédie intitulée Dan for Mayor, mettant en vedette Ewanuick dans le rôle de Dan. Dan For Mayor a été écrit par Mark Farrell, Paul Mather et Kevin White. Ewanuick a dépeint Dan, un barman d'une trentaine d'années qui vit et travaille dans la ville fictive de Wessex, en Ontario,. La série s'est terminée en 2011.
En 2013, il incarne Paul Swindell dans Swindle.
En 2014, Ewanuick a repris son rôle de Hank Yarbo dans Corner Gas : The Movie.
En 2016, Ewanuick était le gardien de but du championnat lors des éliminatoires de la division C1A de la Ligue de hockey du week-end des 8 patinoires de Burnaby.

## Filmographie

### Cinéma
- 2002 : Hyper Noël : Interprète sismique
- 2002 : Le lit : Jeune homme
- 2002 : Flagrant délire : Beck (Raverboy #2)
- 2002 : Beauté Shot : Doyen
- 2003 : Ivresse et Conséquences : Jeff
- 2003 : Fluffy : Todd
- 2003 : Le Core : Endeavor Flight Engineer
- 2003 : L'art délicat du parking : Grant Parker
- 2005 : Croisement de croisement : Alfie
- 2005 : Châtaignier, Héros du Parc Central : Kosh
- 2005 : Innocence à vendre : James
- 2005 : Just Friends : Clark
- 2006 : Jeune Triffie : Ranger Alan Hepditch
- 2006 : Noir Eyed Dog : Doug
- 2006 : Amour et autres dilemmes : Emmett Matzdorff
- 2011 : Immersion française : Colin Colin
- 2013 : Arnaque à la carte : Paul Swindell
- 2014 : Corner Gas: Le film : Hank Yarbo

### Télévision
- 1999 : La Nouvelle Famille Addams : Gnome
- 2001 : The Chris Isaak Show : Food Service Worker
- 2001 : Special Unit 2 : passager du bus
- 2001 : Cold Squad, brigade spéciale : Todd Fernley
- 2001–2002 : Dark Angel : Lucas
- 2001–2003 : Coroner Da Vinci : Raymond Ford, Paul Risi
- 2002 : La Treizième Dimension : Garrett
- 2002 : Monk : Jake
- 2003 : Hors commande : Opérateur de Boom
- 2003 : Derrière la caméra : L'histoire non autorisée de Three's Company : Set assistant
- 2003–2004 : Tru Calling : Compte à rebours : Brian
- 2004 : Dead Like Me : Xavier Boscacci
- 2004 : Le ranch : Tommy
- 2004–2009 : Corner Gas : Hank Yarbo
- 2005–2008 : Robson Arms : Nick Papathanasiou
- 2005 : L'Enfer de glace : Philip
- 2005 : Innocence à vendre : James
- 2006 : Blood Ties : Wendell
- 2006 : Intelligence : Narcotiques et Nichols
- 2006 : Royal Canadian Air Farce : Hank Yarbo
- 2010–2011 : Dan pour maire : Dan Phillips
- 2014 : Surnaturel : Sheriff Len Cuse
- 2015 : Dinotrux : Cliquez sur Clack
- 2018 : Corner Gas Animated : Hank Yarbo

## Nominations
| Année | Prix                     | Catégorie                                                                                          | Film/Séries              | Notes                                                                     |
| ----- | ------------------------ | -------------------------------------------------------------------------------------------------- | ------------------------ | ------------------------------------------------------------------------- |
| 2011  | Canadian Comedy Awards   | Meilleure performance pour un ensemble – Télévision                                                | Dan pour maire           | Pour l'épisode "La vengeance est Swifty"                                  |
| 2010  | Prix Gemini              | Meilleur programme de comédie ou série                                                             | Dan pour maire           |                                                                           |
| 2008  | Prix Leo                 | Meilleure performance de soutien pour un mâle dans un drame de longueur de caractéristique         | Croisement de croisement |                                                                           |
| 2007  | Prix Gemini              | La meilleure performance d'un acteur dans un rôle de soutien remarquable dans une série dramatique | Robson Arms              | Pour l'épisode "Saultology"                                               |
| 2006  | Prix Gemini              | Meilleur Ensemble Performance dans un programme de comédie ou de série                             | Corner Gas               | Partagé avec la distribution de Corner Gas pour l'épisode "Merry Gasmas". |
| 2006  | Prix Leo                 | Meilleure performance ou hôte dans un programme de musique, comédie, variété ou série              | Corner Gas               | Partagé avec la distribution de Corner Gas pour l'épisode "Wedding Card"  |
| 2005  | Prix canadien de Comédie | Télévision – Assez masculin assez amusant                                                          | Corner Gas               |                                                                           |
| 2004  | Prix Leo                 | Programme de Musique, Comédie ou Variété: Meilleure Performance ou Hôte                            | Corner Gas               | Pour l'épisode "Téléphone cellulaire"                                     |